# Commentry
Commentry är en kommun i departementet Allier i regionen Auvergne-Rhône-Alpes i de centrala delarna av Frankrike. Kommunen ligger  i kantonen Commentry som ligger i arrondissementet Montluçon. År 2022 hade Commentry 6 018 invånare.

## Befolkningsutveckling
Antalet invånare i kommunen Commentry
Referens: INSEE